# Plumbaginales

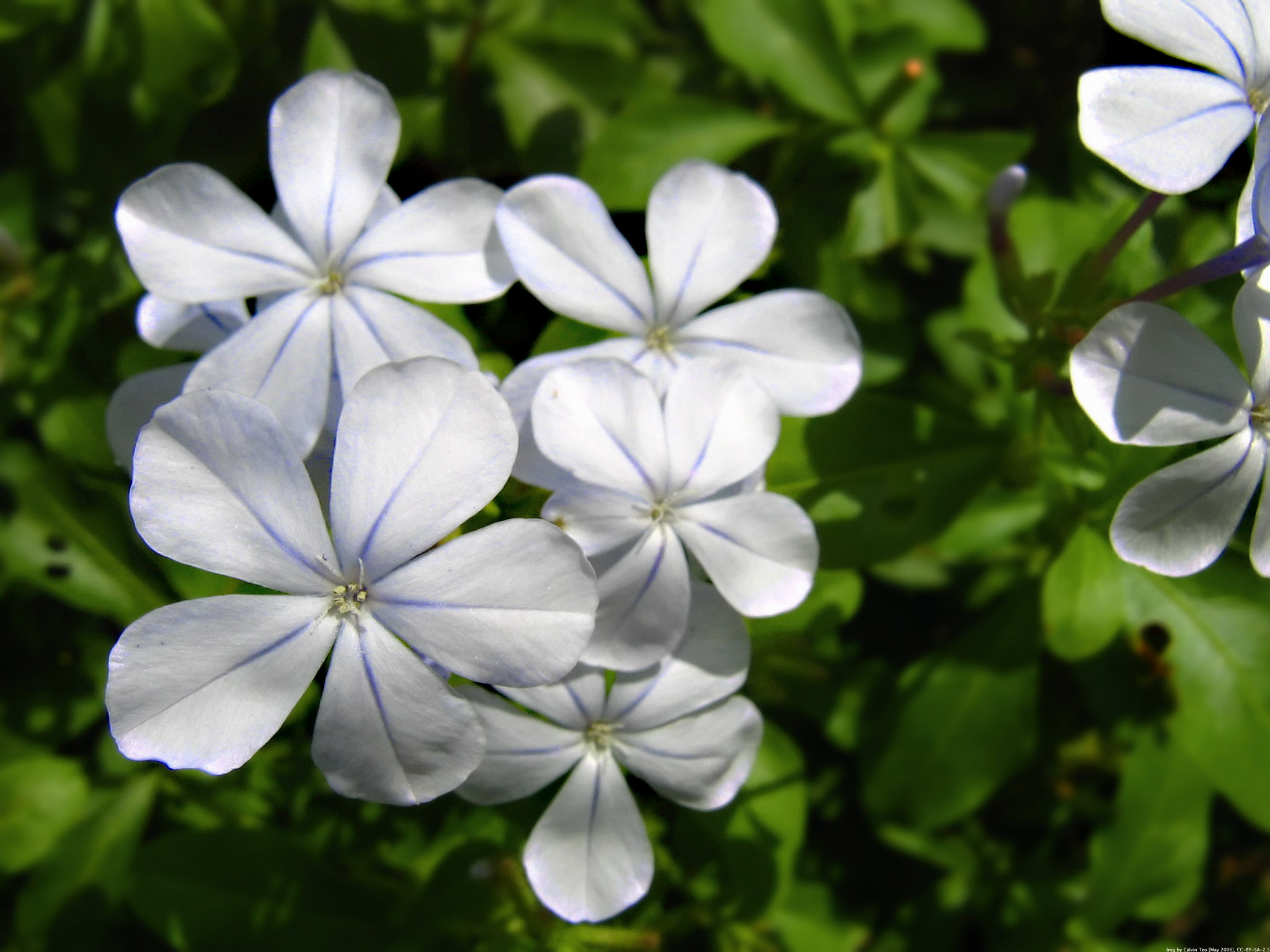
Flores de Plumbago

Plumbaginales é uma ordem de plantas com flor. A ordem é reconhecida por diversos sistema de classificação antigos como o sistema Wettstein, de 1935, o sistema Engler, de 1964, e o sistema Cronquist, de 1981.
A circunscrição é tipicamente:
- ordem Plumbaginales
família Plumbaginaceae

Cronquist colocou esta ordem na sua subclasse.
Na classificação filogenética esta ordem não existe.